# Іванівка (Іванівська сільська громада)
Іва́нівка — село в Україні, у Іванівській сільській громаді Тернопільського району Тернопільської області. До 2015 -го центр одноіменної сільської ради, якій було підпорядковане село Лозівка.
Від вересня 2015 року — центр Іванівської сільської громади.
У зв'язку з переселенням жителів хутір Вікторівка виключений з облікових даних.
Розташоване на берегах річки Тайна за 16 км від міста і найближчої залізничної станції Теребовля.
Населення — 1592 особи (2001).
На околиці села є Іванівський орнітологічний заказник.
У селі Іванівка є прекрасний та неймовірний,футбольний непереможний футбольний клуб «МАЛИНА» 

## Історія
Поблизу Іванівки виявлено кістки мамонта та археологічні пам'ятки середнього палеоліту (приблизно 50 тис. років тому) та давньоруської культури.
Перша згадка про село відома з 1576 року, коли дипломом короля Стефана Баторія було визначено границі теребовлянських земель. У селі було дві церковні громади: одна православна зі своєю дерев'яною церквою і римо-католицька, що не мала свого храму в селі.
Після поділів Польщі лише в 1854 році було засновано однокласову школу з українською мовою навчання, а в 1881 році вона стала двокласовою.

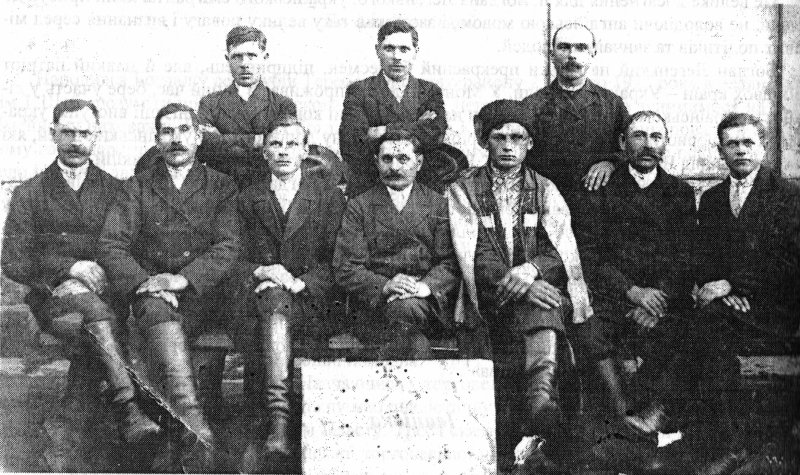
Чоловічих хор «Просвіти»

Після скасування кріпацтва селяни стали вільними і рівень життя в них зріс. Згодом було створено товариство «Просвіта», у читальні якої головував П. Ковальчук.
Велику роль у розвитку національної свідомості селян відіграв син директора школи, письменник, перекладач і фольклорист Каптій Мирослав. Після Першої Світової Війни Українські січові стрільці разом із студентами і гімназистами організовують гуртки, товариства, союзи, зокрема «Січ», «Сокіл», «Луг» та інші.
У червні 1919 під час Чортківської офензиви поблизу Іванівки відбувся переможний бій УГА з польським військом, у результаті якого було звільнено Теребовлю.
На початку 30-х рр. у селі засновується ОУН, головою якого був Олійник Михайло.
1 серпня 1934 року в рамках реформи на підставі нового закону про самоуправління (23 березня 1933 року) увійшла до нової сільської гміни Трембовля (Трембовлянський повіт Тернопільського воєводства).
Від 15 липня 1941 до 22 березня 1944 Іванівка перебувала під німецько-нацистською окупацією.
12 червня 2020 року, відповідно до розпорядження Кабінету Міністрів України № 724-р «Про визначення адміністративних центрів та затвердження територій територіальних громад Тернопільської області» увійшло до складу Іванівської сільської громади.
19 липня 2020 року, в результаті адміністративно-територіальної реформи та ліквідації Теребовлянського району, село увійшло до складу Тернопільського району.

## Населення

### Мова
Розподіл населення за рідною мовою за даними перепису 2001 року:
| Мова       | Кількість | Відсоток |
| ---------- | --------- | -------- |
| українська | 1588      | 99.75%   |
| російська  | 4         | 0.25%    |
| Усього     | 1592      | 100%     |

## Політика

### Парламентські вибори, 2019
На позачергових парламентських виборах 2019 року у селі функціонувала окрема виборча дільниця № 610838, розташована у приміщенні будинку культури.
Результати
- зареєстровано 1049 виборців, явка 70,64%, найбільше голосів віддано за «Слугу народу» — 30,36%, за «Європейську Солідарність» — 12,64%, за «Голос» і Всеукраїнське об'єднання «Свобода» — по 11,40%.[6] В одномандатному окрузі найбільше голосів отримав Ігор Сопель (Слуга народу) — 22,36%, за Миколу Люшняк (самовисування) — 22,22%, за Олега Вітвіцького (Голос) — 11,97%[7].

## Мікротопоніми
Назви піль: Крамарка, Поплави.

## Поширені прізвища
Бертецький, Воробець, Вербовецький, Вільгош, Вівчар, Кійовський, Кузин, Левицький, Ратинський, Стек, Сурман, Тарка.

## Пам'ятки
- церква Різдва Пресвятої Богородиці (1892; 2006, 2012, зроблено капітальний і зовнішній ремонти; мурована; УГКЦ);
- церква Різдва Пресвятої Богородиці (1895; перероблена під храм ПЦУ з костелу святого Станіслава); меценати всіх ремонтів — сім'я А. Білика та ПОП «Іванівське»);

Споруджено пам'ятники:
- полеглим у німецько-радянській війні воїнам-односельцям (1975),
- Тарасові Шевченку (1993),
- Борцям за волю України (1998),
- встановлено пам'ятні хрести на честь скасування панщини, тверезості (1875), 100-річчя церкви, річниці незалежності України, насипано могилу УСС (1919).

Пам'ятник Т. Шевченку
Щойновиявлена пам'ятка монументального мистецтва. Розташований в центрі села.
Встановлений 1993 р. Архітектор – І. Хотієнко.
Скульптура – карбована мідь, постамент – камінь.
Скульптура – 3,1 м, постамент – 1,8 м.

## Соціальна сфера
Діють загальноосвітня школа І-ІІІ ступеня, Будинок культури, бібліотека, ФАП, відділення зв'язку, одне з найкращих в області сільськогосподарське підприємство.

## Відомі люди

### Народилися
- Антон Білик - український господарник ,
- архітектор І. Жовнич,
- громадський діяч М. Хоптій,
- Р. Можарський — один праведників народів світу[11]

Проживав письменник, фольклорист Мирослав Капій, загинув діяч ОУН Володимир Безушко — «Юрій».

## Галерея

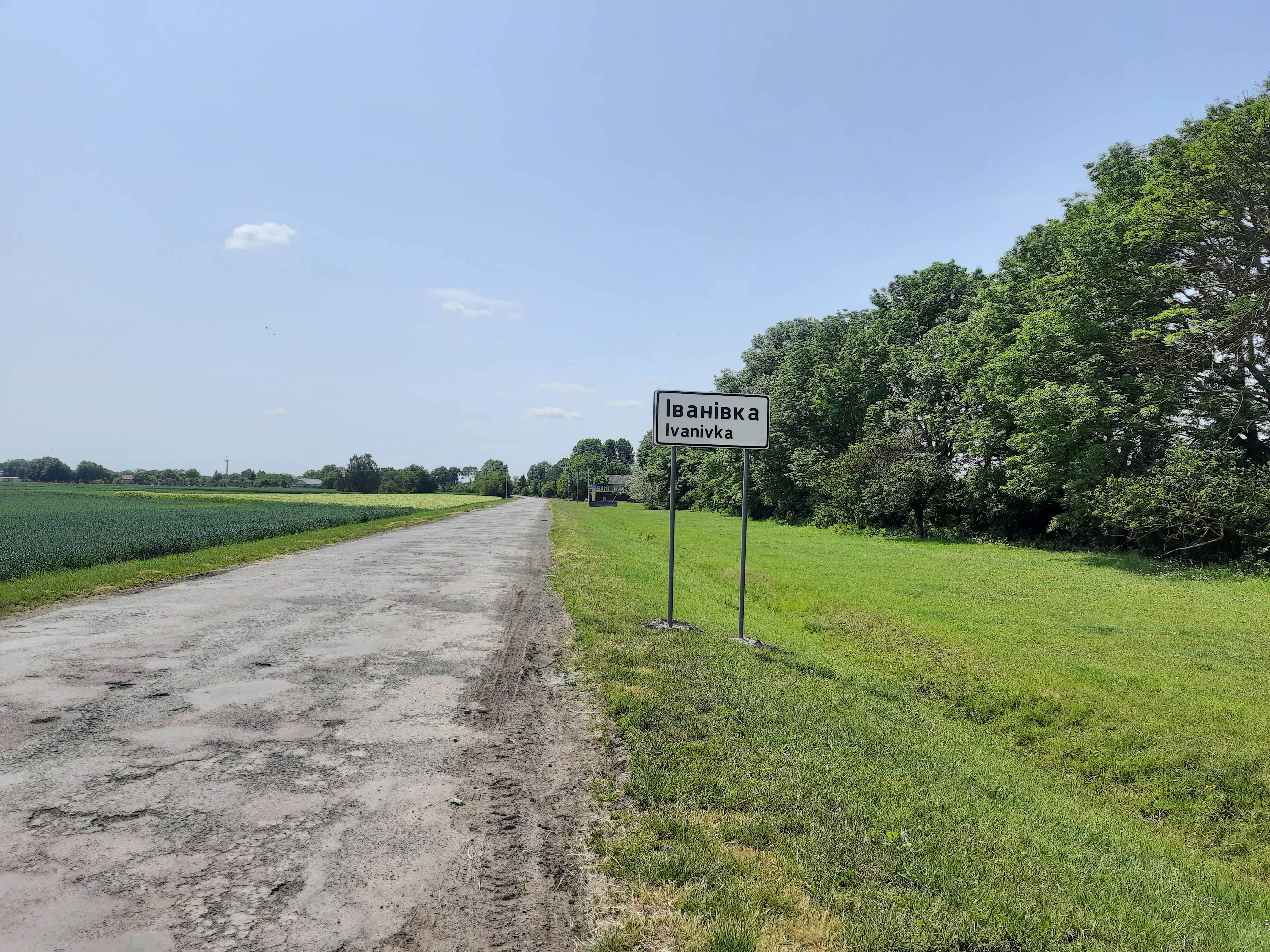
Дорожній знак при в'їзді в село
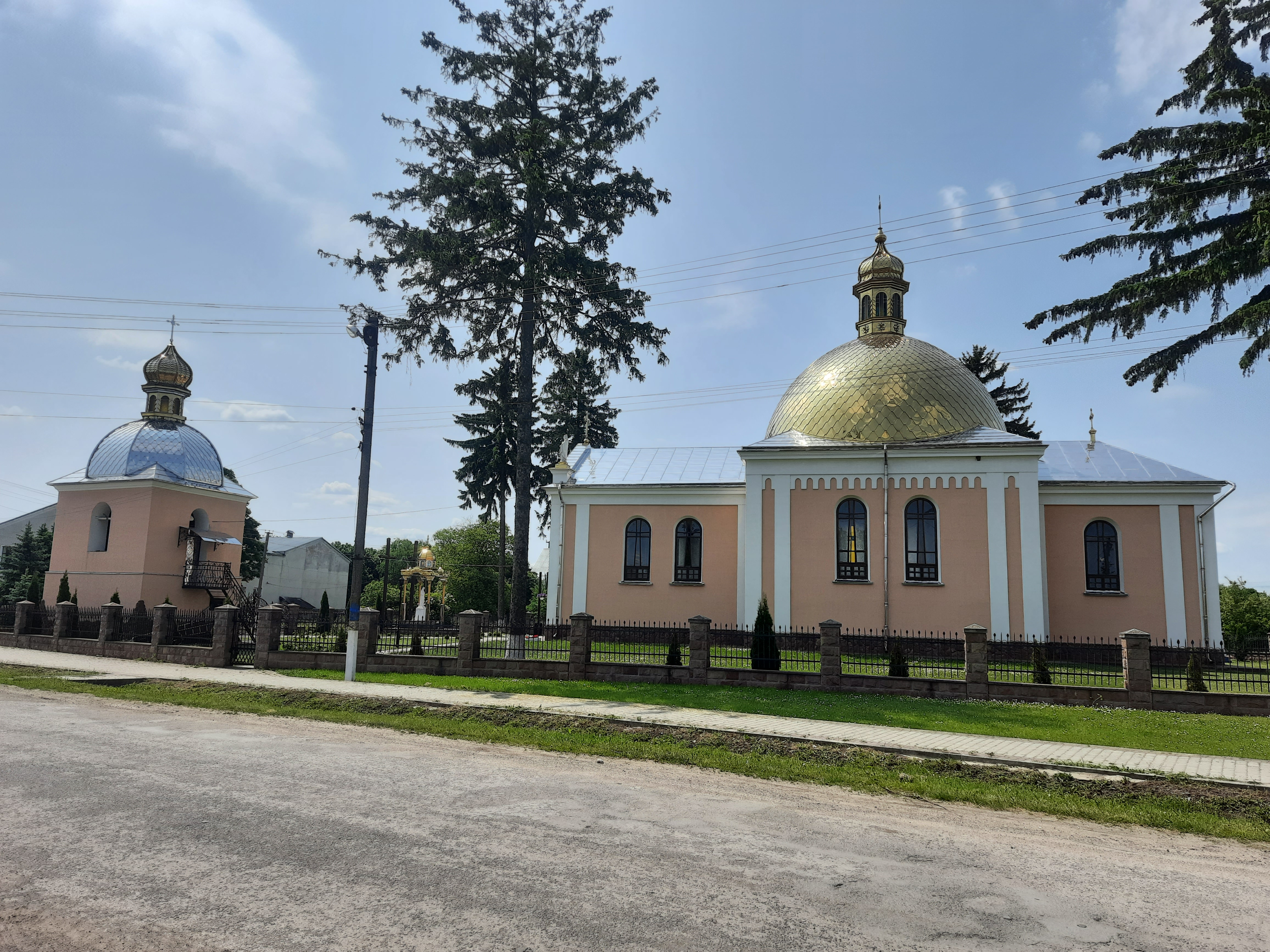
Церква Різдва Пресвятої Богородиці (1892 УГКЦ)
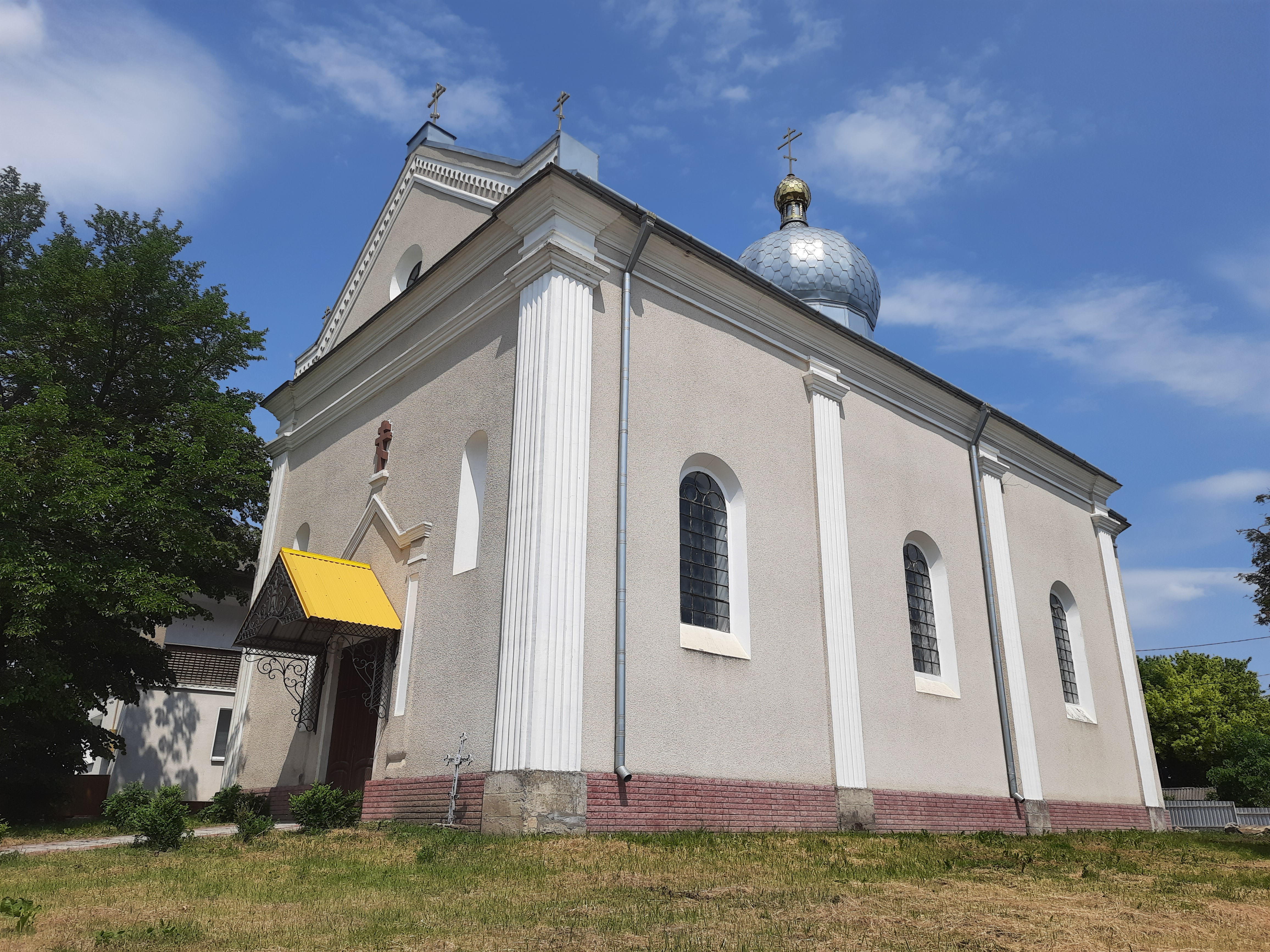
Церква Різдва Пресвятої Богородиці (1895 ПЦУ)
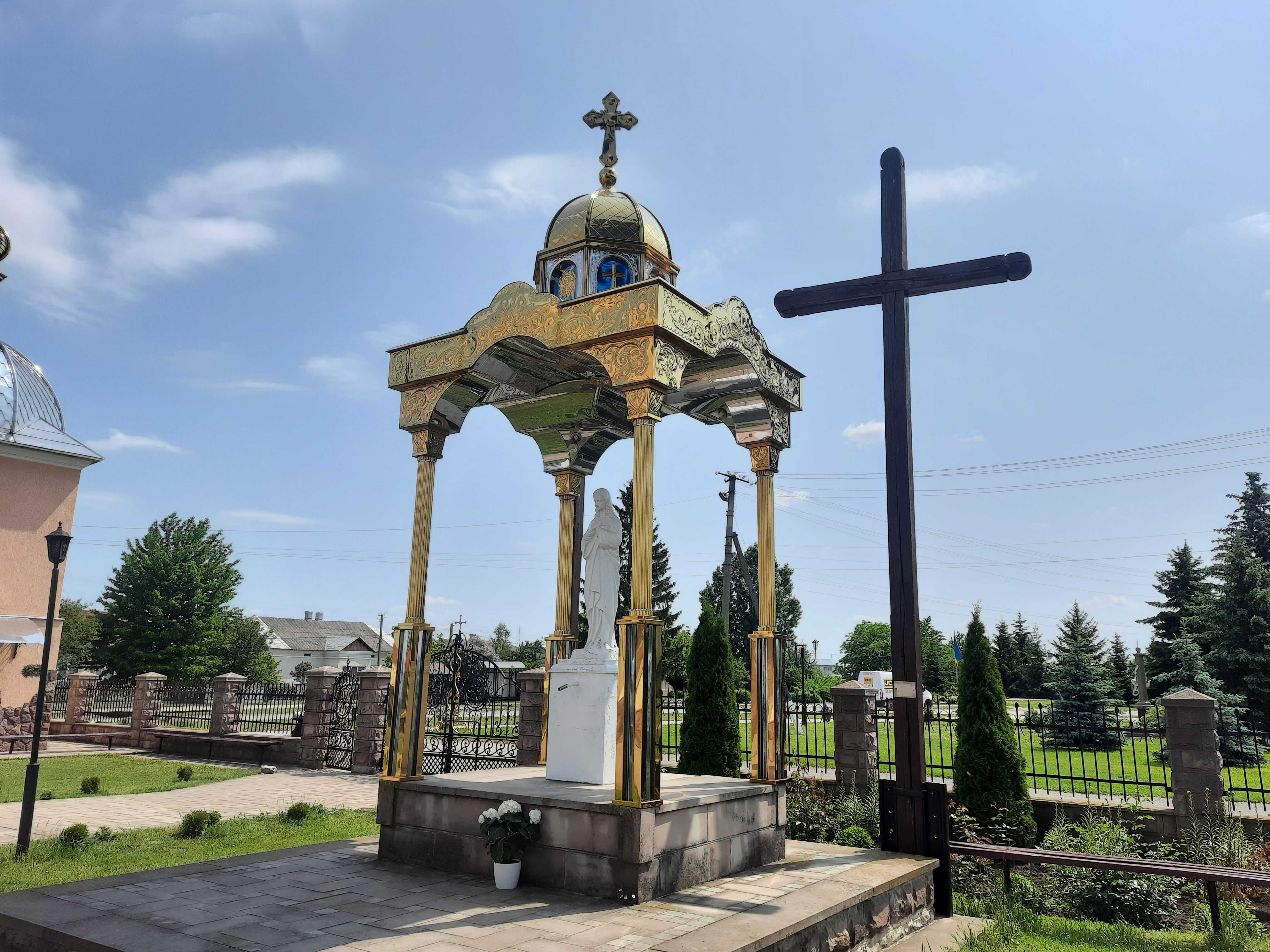
Статуя Божої Матері
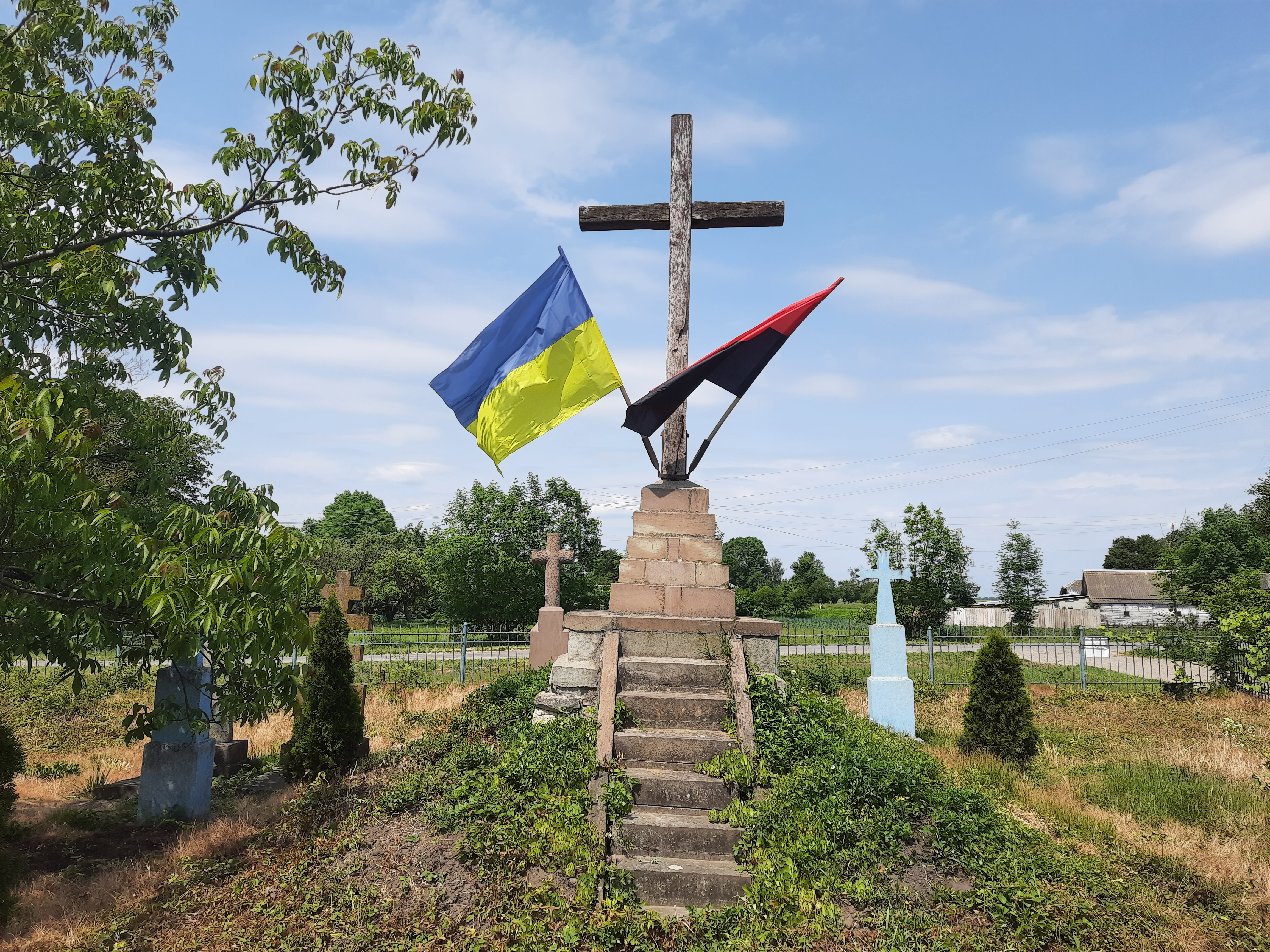
Символічна могила борцям за волю України